# Пећки округ (УНМИК)
Пећки округ  (алб. Rajoni i Pejës) је један од седам округа на подручју Косова и Метохије, по УНМИК-овој подели. Центар округа је Пећ. Округ чине општине Пећ, Исток и Клина.
УНМИК-ов Пећки округ не треба мешати са Пећким управним округом, који је административно-територијална јединица Републике Србије.

## Оснивање
Средином 1999. године, непосредно након доласка мисије УН на подручје Косова и Метохије, отпочео је рад на стварању УНМИК-ових регионалних (обласних) структура. Решењем УНМИК-а (бр. 14) од 21. октобра 1999. године, на подручју Косова и Метохије установљене су функције регионалних администратора (Regional Administrators). Приликом доношења ове одлуке УНМИК је поштовао дотадашњу поделу на пет управних округа, тако да је један од првих регионалних администратора био постављен у Пећи, чиме је упоредо са Пећким управним округом био створен и посебан УНМИК-ов Пећки округ.